# Siachoque
Siachoque là một khu tự quản thuộc tỉnh Boyacá, Colombia. Thủ phủ của khu tự quản Siachoque đóng tại Siachoque Khu tự quản Siachoque có diện tích ki lô mét vuông. Đến thời điểm ngày 28 tháng 5 năm 2005, khu tự quản Siachoque có dân số 8058 người.